# Masarykova nemocnice
 Masarykova nemocnice  je krajská nemocnice v Ústí nad Labem.
Historie první komplexní nemocnice v Ústí nad Labem sahá až do roku 1892, kdy podobu jejímu projektu dal architekt Adolf Loos. Nemocnice byla slavnostně otevřena 7. října 1894. Nacházela se v ulici později pojmenované Pasteurova. Vzhledem k rychle se rozvíjejícímu regionu byl přistavěn chirurgický pavilon, aby nemocnice mohla plnit všechny potřeby rozrůstajícího se obyvatelstva.
V roce 1926 město Ústí nad Labem rozhodlo o výstavbě nové, modernější nemocnice na místě staré. Zásadním bodem výstavby byl především interní pavilon "A". Slavnostní otevření proběhlo 1. března 1930.
V době nacistické okupace se nemocnice přejmenovala na nemocnici G. Wagnera, k názvu Masarykova se vrátila až po roce 1989.
Od 70. let do roku 2000 se nemocnice postupně přesunula dále od centra města a areálu Spolchemie do ulice Sociální péče.